# Сабаэ (княжество)
Княжество Сабаэ (яп. (江江藩 Сабаэ) — феодальное княжество (хан) в Японии периода Эдо (1720—1871), в провинции Этидзэн региона Хокурикудо на острове Хонсю (современная префектура Фукуи).
Административный центр княжества: Сабаэ-дзинья в провинции Этидзэн (современный город Сабаэ, префектура Фукуи). На протяжении всей истории княжество управлялось кланом Манабэ.

## История
В 1720 году Манабэ Акитоки, даймё Мураками-хана в провинции Этиго, был передан вновь созданное княжество Сабаэ-хан с кокудакой в 50 000 коку риса. Старший брат Акитоки занимал пост собаёнина при дворе сёгуна Токугава Иэнобу, он имел большое влияние на сёгуна, и его преемника Токугава Иэцугу. Однако при Токугаве Ёсимунэ он был отстранён от должности, и клан Манабэ впал в немилость. Переселение Манабэ Акитоки было частью этой карательной акции — хотя новый домен имел тот же самый номинальный доход (кокудака), он был расположен близко к княжеству Фукуи и обширным землям сёгуната. Разрешение на закладку дзокамити не было предоставлено до 1722 года. Этот шаг почти обанкротил клан Манабэ. В период правления Бакумацу Манабэ Акикацу занимал различные посты в сёгунате Токугава, включая сёсидая Киото и родзю, и осуществил многочисленные финансовые реформы. Он также был участвовал в переговорах по заключению так называемого договора Харриса (договор о дружбе и торговле США и Японии) и поддерживал политику Ии Наосукэ по отношению к императорскому двору, после убийства Ии Наосукэ он быстро впал в немилость, и владения его сократились до 40 000 коку. После Реставрации Мэйдзи последний даймё Манабэ Акимити служил имперским губернатором с 1868 до упразднения системы хан в 1871 году.

## Список даймё[2]
| #                                  | Имя                            | Годы правления | Титул                    | Придворные ранги                           | Кокудака            |
| ---------------------------------- | ------------------------------ | -------------- | ------------------------ | ------------------------------------------ | ------------------- |
| Род Манабэ (фудай-даймё) 1720—1871 |                                |                |                          |                                            |                     |
| 1                                  | Манабэ Акитоки (яп. 間部詮言)  | 1720-1724      | Симоса-но-ками (下総守)  | Младший 5-й ранг, младший класс (従五位下) | 50,000 коку         |
| 2                                  | Манабэ Акимити (яп. 間部詮方)  | 1724-1761      | Танго-но-ками (丹後守)   | Младший 5-й ранг, младший класс (従五位下) | 50,000 коку         |
| 3                                  | Манабэ Акинака (яп. 間部詮央)  | 1761-1771      | Сюдзэн-но-ками (主膳正)  | Младший 5-й ранг, младший класс (従五位下) | 50,000 коку         |
| 4                                  | Манабэ Акито (яп. 間部詮茂)    | 1771-1786      | Симоса-но-ками (下総守)  | Младший 5-й ранг, младший класс (従五位下) | 50,000 коку         |
| 5                                  | Манабэ Акихиро (яп. 間部詮熙)  | 1786-1812      | Вакаса-но-ками (若狭守)  | Младший 5-й ранг, младший чин (従五位下)   | 50,000 коку         |
| 6                                  | Манабэ Акисанэ (яп. 間部詮允)  | 1812-1814      | Сюдзэн-но-ками (主膳正)  | Младший 5-й ранг, младший класс (従五位下) | 50,000 коку         |
| 7                                  | Манабэ Акикацу (яп. 間部詮勝)  | 1814-1862      | Симоса-но-ками (下総守)) | Младший 5-й ранг, младший класс (従五位下) | 50,000->40,000 коку |
| 8                                  | Манабэ Акидзанэ (яп. 間部詮実) | 1862-1864      | Ава-но-ками (安房守)     | Младший 5-й ранг, младший класс (従五位下) | 40,000 коку         |
| 9                                  | Манабэ Акимити (яп. 間部詮道)  | 1864-1871      | Симоса-но-ками (下総守)  | Младший 5-й ранг, младший класс (従五位下) | 40,000 коку         |

- Манабэ Акитоки (間部詮言, 8 июня 1690 — 4 октября 1724) — 2-й даймё Мураками-хана (1720), 1-й даймё Сабаэ-хана (1720—1724), 2-й вождь клана Манабэ. Его титул учтивости — Симоса-но-ками, а придворный ранг — младший 5-й ранг. Он был усыновлён своим старшим братом Манабэ Акифусой (1666—1720) в качестве наследника в 1708 году и был принят на официальной аудиенции сёгуном Токугава Цунаёси в том же году. В 1720 году стал даймё после смерти своего старшего брата Акифусы. В том же году он был переведён из Мураками-хана во вновь созданный домен Сабаэ-хан сёгуном Токугава Ёсимунэ в рамках чистки клана Манабэ из-за тогдашнего влияния, который имел клан Манабэ над предыдущими сёгунами Токугава Иэнобу и Токугава Иэцугу. Хотя княжество Сабаэ имело такую же кокудаку, что и Мураками-хан, ему не хватало тогда престижа быть «замковым владением», он был окружён княжеством Фукуи и владениями сёгуната, поэтому это назначение было понижением в должности. В этом княжестве также не было ни джокамати, ни даже дзинья, из которого можно было бы управлять этим доменом. Акитоки скончался в резиденции клана в Мита (Эдо), при попытке разобраться с переводом в возрасте 35 лет, так и не переступив порог Сабаэ-хана.

- Манабэ Акимити (方方, 15 февраля 1709 — 23 сентября 1785) — 2-й даймё Сабаэ-хана и 3-й вождь клана Манабэ (1724—1761). Его титул учтивости — Вакаса-но-ками, позже Танго-но-ками, а придворный ранг был младшим пятым рангом, более низким классом. Родился в Эдо, племянник Манабэ Акитоки и был принят в качестве наследника в 1724 году, став даймё после смерти своего дяди несколько месяцев спустя. Он был принят на официальной аудиенции сёгуном Токугава Ёсимунэ том же году. В 1729 году он впервые посетил Сабаэ-хан, хотя из-за своей молодости доменными делами занимались его старшие родственники. В Сабаэ ему удалось завершить дзинью и начать создание дзокамати. Однако эти расходы вместе с расходами на Санкин-Котай, неурожаи, протесты его крестьян против высоких налогов быстро привели княжество в тяжёлое финансовое положение. Это было связано с требованием сёгуната в 1743 году, чтобы Сабаэ-хан оказал помощь в борьбе с наводнениями в Эдо. Кроме того, недавно построенный город Сабаэ сгорел в 1755 году. В 1761 году он отказался от титула в пользу своего сына и провёл остаток своих дней в резиденции клана в Синагаве.

- Манабэ Акинака (間部詮央 , 12 декабря 1738 — 11 июля 1771) — 3-й даймё Сабаэ-хана и 4-й вождь клана Манабэ (1761—1771). Его титул учтивости — Сюдзен-но-ками, а придворный ранг — младший пятый ранг, более низкий ранг. Второй сын Манабэ Акимити. он был принят на официальной аудиенции сёгуном Токугава Иэсигэ в 1755 году и стал даймё об отставке отца в 1761 году. Он впервые посетил домен в 1763 году. Он унаследовал множество финансовых проблем от своего отца, которые только увеличились с пожаром, который уничтожил княжескую резиденцию в Эдо и повторными неурожаями в Сабаэ. Он скончался в возрасте 34 лет в 1771 году. Его жена была дочерью Куцуки Тоцуна из Фукутияма-хана, но у него не было детей, и ему наследовал его младший брат.

- Манабэ Акито (間部詮茂, 21 июня 1739 — 2 июля 1786) — 4-й даймё Сабаэ-хана и 5-й вождь клана Манабэ (1771—1786). Его титул учтивости — Симоса-но-ками, а придворный ранг — младший пятый ранг, более низкий ранг. Третий сын Манабэ Акимити и был посмертно усыновлён после смерти Манабе Акинаки без наследника в 1771 году. Он был принят на официальной аудиенции сёгуном Токугава Иэхару в 1772 году и посетил Сабаэ-хан в 1773 году. Хотя он лично принимал участие в попытках реформировать княжество, в результате Великого голода Тенмей погибли 7 597 человек, и он истощил ресурсы клана в попытке помочь выжившему населению. Он умер в 1786 году в возрасте 47 лет. Его жена была дочерью Хотты Масасукэ из Сакура-хана.

- Манабэ Акихиро (間部詮熙, 12 июля 1770 — 3 февраля 1812) — 5-й даймё Сабаэ-хана и 6-й вождь клана Манабэ (1786—1812). Его титул учтивости — Сюдзен-но-ками, позже Вакаса-но-ками, а придворный ранг был младшим пятым рангом. Он был старшим сыном Манабэ Акито от наложницы. В 1785 году он был принят на официальной аудиенции сёгуном Токугава Иэхару. Он стал даймё после смерти своего отца в 1786 году. Он принял многочисленные законы о фискальных ограничениях в попытке улучшить финансы княжества, но безрезультатно, и обратился к конфуцианству, пригласив известных учёных из Киото и создал школы хан. Он скончался от болезни в возрасте 42 лет в 1812 году.

- Манабэ Акисанэ (間部詮允, 19 февраля 1790 — 31 августа 1814) — 6-й даймё Сабаэ-хана и 7-й вождь клана Манабэ (1812—1814). Его титул учтивости — Мондо-но-сё, а придворный ранг-младший пятый ранг, более низкий ранг. Он был старшим сыном Манабе Акихиро и родился в Сабаэ. Он стал даймё после смерти своего отца в 1812 году. Он был назначен служить на страже ворот Сакурада в замке Эдо. В Сабаэ-хане он восстановил школу хан и реформировал законы о семейном наследстве, но он умер в 1814 году в возрасте 25 лет, прежде чем он смог оказать большое влияние на княжество. Его жена была дочерью Камэя Норикаты из Цувано-хана, но он умер, не оставив наследника.

- Манабэ Акикацу (間部詮勝, 30 марта 1804 — 28 ноября 1884) — 7-й даймё Сабаэ-хана и 8-й вождь клана Манабэ (1814—1862). Его титул учтивости — Симоса-но-ками, а придворный ранг — младший пятый ранг, более низкий ранг, позже пониженный до младшего четвёртого ранга, более низкого ранга. Он был пятым сыном Манабэ Акихиро, ставшим даймё после смерти его дяди в 1814 году. Под руководством сёгуна Токугава Иэхару он служил на различных должностях в сёгунате Токугава, включая сёсябана дзися-бугэ, дзёдая Осаки и, сёсидая Киото и родзю. В 1858 году Ии Наосукэ был назначен тайро, а Манабэ Акикацу считался его правой рукой, взявшей на себя ведущую роль в ратификации договора Харриса с США, открывшего Японию для западных держав. Это вызвало гнев самураев Сонно Дзёи, которые настаивали на убийстве Манабэ. После убийства Ии Наосукэ и вступления на престол сёгуна Токугава Ёсинобу Манабэ Акикацу быстро впал в немилость. Он был уволен с должности родзю и отправлен в отставку в 1862 году, а кокудака княжества Сабаэ-хана была сокращена до 10 000 коку. Он оставался под домашним арестом до 1865 года. Новое правительство Мэйдзи вновь поместило его под домашний арест по подозрению в сотрудничестве с Айдзу-ханом в 1868—1869 годах. Он скончался в 1884 году. Его жена была дочерью Мацудайры Ясуто из Хамада-хана.

- Манабэ Акидзанэ (間部詮実, 23 мая 1827 — 6 января 1864) — 8-й даймё Сабаэ-хана и 9-й вождь клана Манабэ (1862—1864). Его титул учтивости — Ава-но-ками, а придворный ранг — младший пятый ранг, более низкий ранг. Он родился в Эдо, второй сын Манабэ Акикацу и был принят на официальной аудиенции сёгуном Токугава Иэёси в 1841 году. Он стал даймё после вынужденной отставки своего отца в 1862 году. Хотя в то время он не был связан с княжеским правительством, его поместили под домашний арест до 1863 года, но умер только через год без наследника. Акидзанэ был известным учёным и поэтом и оставил после себя 81 том эссе на различные темы. Его жена была дочерью Ито Сукэтомо из Оби-хана.

- Манабэ Акимити (間部詮道, 8 октября 1853 — 6 апреля 1892) — 9-й (последний) даймё Сабаэ-хана и 10-й вождь клана Манабэ (1864—1871). Его титул учтивости — Симоса-но-ками, а придворный ранг — младший четвёртый ранг, более низкий ранг. Он родился в Эдо, восьмой сын Манабэ Акикацу, и был посмертно принят в качестве наследника и стал даймё после смерти Манабэ Акидзанэ. Он был принят на официальной аудиенции сёгуном Токугава Иэсигэ в 1865 году и прошёл церемонию гэмпуку в 1867 году. Поскольку Сабаэ-хан быстро встал на сторону проимперской стороны в Войне Босин он служил имперским губернатором Сабаэ до отмены системы хан в 1871 году. Позже он переехал в Токио, где жил до своего выхода на пенсию в 1882 году. В 1884 году его сын получил титул виконта (сисяку) в пэрской системе кадзоку. Он умер в 1892 году в возрасте 40 лет.